# Gina Ciaparelli
Gina Ciaparelli, nata Teresa Ciaparelli, conosciuta anche come Gina Viafora e come Gina Ciaparelli-Viafora (Novara, 1881 – New York, 1936), è stata un soprano italiano.

## Biografia
Non sono molte le informazioni su questa cantante d'opera. Figlia dell'ingegnere Carlo Alberto e di Caterina Piazza, ebbe una sorella, Vittoria, che viene descritta più remissiva di lei, e crebbe in una famiglia agiata. Si formò all'Accademia Nazionale di Santa Cecilia di Roma con Stanislao Falchi e il suo debutto sul palcoscenico avvenne nel 1894 presso il Teatro la nuova Fenice di Osimo. Fu proprio Falchi a facilitarne il debutto ad Osimo, intuendone le indubbie capacità canore della ragazza, allora 14enne, già buona pianista, che si esibì nella Carmen di Georges Bizet.

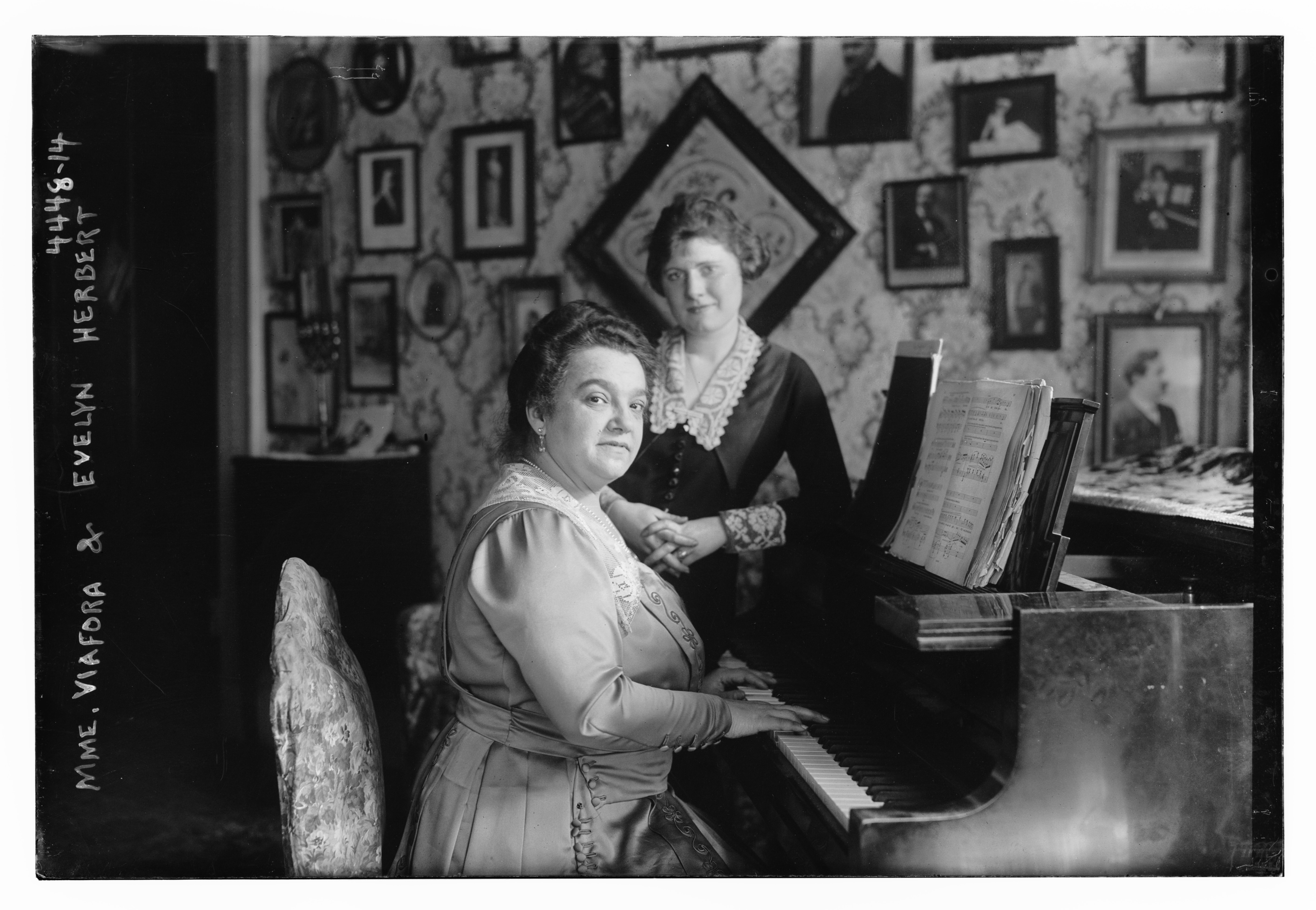
Gina Ciaparelli con Evelyn Herbert, 1915-1920 (autore ignoto)

Fu proprio durante l'esibizione di Osimo che venne notata da Giovanni Viafora, un tipo che non godeva di buona reputazione, il quale le scrisse molte lettere d'amore. Fu ricambiato dalla ragazza. Nonostante la ferma opposizione del padre, la madre, onde evitare lo scandalo, riuscì nell'intento che il matrimonio avvenisse senza clamore e quasi di nascosto nel 1899. Subito dopo gli sposi si imbarcarono per l'America. Viafora aveva il contatto di un compaesano calabrese, l'ingegnere Giovanni Broccoli, il padre del futuro produttore cinematografico Albert, grazie al quale poté iniziare a lavorare, dapprima come autista, presso un'azienda di registrazione e riproduzione sonora. Ciò gli consentì di far fare alcune registrazioni di arie d'opera a Gina che si sono conservate e che gli aprirono le porte dei teatri americani. Fecero amicizia con Enrico Caruso nel 1903 e qualche anno dopo, nel 1910, incise un quartetto con lui e con la soprano Geraldine Farrar e il baritono Antonio Scotti i brani de La bohème di Giacomo Puccini. Gina fu interprete nel ruolo di Musetta.
Tra il 1905 e il 1910 incise trenta titoli per la Columbia Records e successivamente almeno una dozzina per la Victor. Si esibì oltre ai teatri americani anche in Europa, Alessandria d'Egitto, Canada. In seguito, a New York aprì una scuola di canto nella quale fu allieva Evelyn Herbert (1889-1975), futura diva del musical.